# (24749) Grebel
Pour les articles homonymes, voir Grebel.
(24749) Grebel est un astéroïde de la ceinture principale.

## Description
(24749) Grebel est un astéroïde de la ceinture principale. Il fut découvert le 24 septembre 1992 à Tautenburg par Lutz Dieter Schmadel et Freimut Börngen. Il présente une orbite caractérisée par un demi-grand axe de 3,20 UA, une excentricité de 0,16 et une inclinaison de 19,6° par rapport à l'écliptique.

## Compléments